# Karl Marcell Heigelin

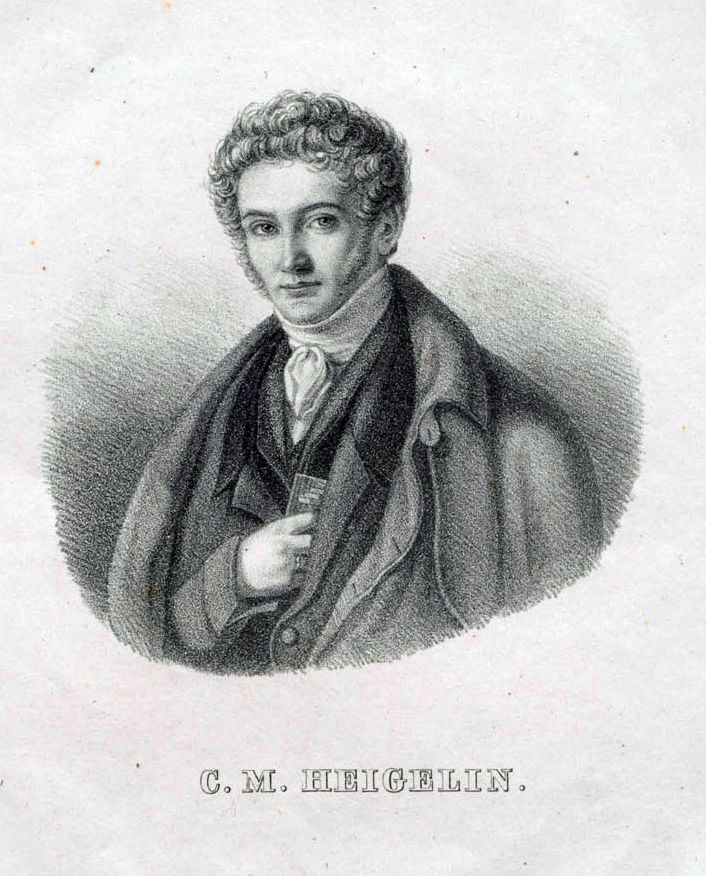
Karl Marcell Heigelin

Karl Marcell Heigelin (* 9. Juni 1798 in Kupferzell-Rüblingen; † 4. August 1833 in Winnenden) war ein deutscher Architekt und Architekturtheoretiker.

## Leben
Der Sohn eines Stuttgarter Juristen erhielt nach dem Besuch des Gymnasiums in Stuttgart „erste Anleitung in der Baukunst“ durch Carl Christian von Seeger und ab 1813 architektonischen Unterricht bei dem ehemaligen Karlsschüler Karl Albrecht Kümmerer (1767–1823), Landbaumeister für den Enz- und Neckarkreis mit Sitz in Ludwigsburg. Anschließend war Heigelin zusammen mit seinem Freund Ludwig Zanth Assistent des Stuttgarter Architekten Karl Reinhard Ferdinand Fischer (1784–1860), der 1817 als Nachfolger von Johann Gottfried Klinsky (1765–1828) zum Landbaumeister für den Jagstkreis ernannt wurde, zunächst in Schwäbisch Hall, später in Ellwangen (Jagst).
1820 bis 1822 unternahm Heigelin eine ausgedehnte Studienreise, zunächst nach Darmstadt zu Georg Moller und nach Kassel zu Heinrich Christoph Jussow, sodann nach Paris, von dort über Lyon und Turin nach Rom und Neapel, von wo aus er Pompei und Paestum besuchte. Auf der Rückreise machte Heigelin Station in Florenz, Venedig und Vicenza. Den Abschluss bildete ein Aufenthalt in München bei Leo von Klenze.
Nach seiner Rückkehr absolvierte Heigelin in Stuttgart zu Beginn des Jahres 1823 die Staatsprüfung für "bürgerliche und höhere Baukunst" und ließ sich anschließend als Privatdozent für Baukunst in Tübingen nieder, wo er Vorlesungen für künftige Finanzbeamte an der Staatswirtschaftlichen Fakultät abhielt; daneben erteilte Heigelin als Privatlehrer Architekturunterricht. Da Heigelin in wirtschaftlichen schlechten Zeiten kaum auf Planungs- und Bauaufträge hoffen konnte, war er vorwiegend publizistisch tätig, unter anderem verfasste er ein umfangreiches Lehrbuch der höheren Baukunst, erschienen 1829–1833, das seinem Freund Ludwig Zanth gewidmet war.
1829 wurde Heigelin als Hauptlehrer an die neugegründete Gewerbeschule in Stuttgart berufen, wo er bis zu seinem frühen Tod Unterricht in deutschen Stilübungen, Kunstgeschichte und Mythologie, Enzyklopädie des Bauwesens, Haus- und Geschäftsbuchführung, beschreibender Geometrie, Plan- und Maschinenzeichnen erteilte. Daneben unterrichtete Heigelin auch an der landwirtschaftlichen Unterrichts-, Versuchs- und Musteranstalt in Hohenheim. Im Herbst 1832 wurde Heigelin zum provisorischen Vorstand der Gewerbeschule ernannt, aus der sich das Stuttgarter Polytechnikum, die spätere Technische Hochschule Stuttgart entwickelte. Im Juli 1833 wurde er von einem heftigen "Nervenfieber" befallen, dem er nach kurzer Leidenszeit erlag.
1831 wurde Heigelin in Ludwigsburg in den Württembergischen Landtag gewählt. Am 15. Januar 1833 trat er auch in den Landtag ein. Allerdings tagte dieser sogenannte „vergebliche Landtag“ nur ein Mal, bevor er sich wieder auflöste.

## Schriften
- Über den Zusammenhang der Kunst mit Wissenschaft und Leben. Stuttgart 1823.
- Allgemeines Handbuch der Heizung. Stuttgart 1827.
- Handbuch der neuesten ökonomischen Bauarten. Tübingen 1827. (Digitalisat)
- (zusammen mit Ignaz von Jaumann): Ueber die Erbauung einer neuen Kathedralkirche zu Rottenburg. Eifert, Tübingen 1828.
- Lehrbuch der höheren Baukunst für Deutsche. 3 Bände, Leipzig 1829–1833. (Digitalisat)
- Entwurf einer erweiterten Organisazion der technischen Centralschule zu Stuttgart. Stuttgart 1831.